# Rhabdomastix (Rhabdomastix) longiterebrata
Rhabdomastix (Rhabdomastix) longiterebrata is een tweevleugelige uit de familie steltmuggen (Limoniidae). De soort komt voor in het Neotropisch gebied.